# 숀 크리스틴슨

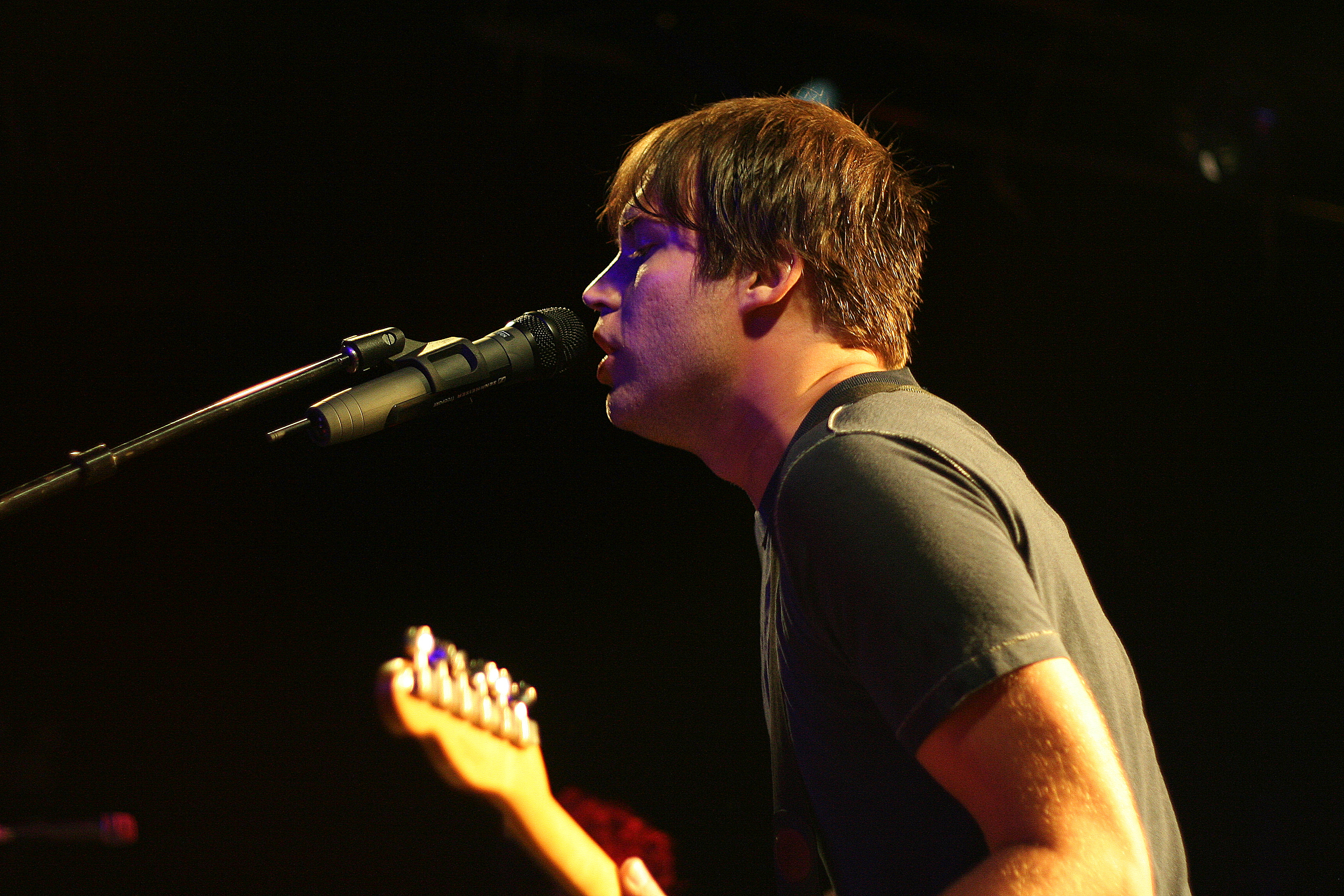

숀 크리스틴슨(Shawn Christensen, 2000년 1월 1일 ~ )은 미국의 배우, 영화 감독, 각본가, 영화 프로듀서, 영상 편집자이다.
미국에서 태어났다.

## 영화
- 시드니 홀의 실종 (2017년)
- 떠나기 전 해야할 일 (2014년) - 리치 역
- 더 바이시클 (2013년)
- 그랜마스 낫 어 토스터 (2013년) - 아니 역
- 커퓨 (2012년) - 리치 역
- 엔터 노웨어 (2011년)
- 어브덕션 (2011년)
- 브링크 (2010년)